# ゴールデンタイムラバー
「ゴールデンタイムラバー」（Golden Time Rubber）は、スキマスイッチの12枚目のシングル。2009年10月14日に発売された。初回生産限定盤・期間生産限定盤・通常盤の3種同時発売。初回盤のCDはBlu-spec CD仕様であるほか、DVDが付属。期間生産限定盤は主題歌に起用された『鋼の錬金術師 FULLMETAL ALCHEMIST』描き下ろし紙ジャケット仕様で、特典映像が収められたCD-EXTRA仕様となっている。

## 収録曲
全作詞・作曲：スキマスイッチ
1. ゴールデンタイムラバー [5:44]
  - MBS・TBS系アニメ『鋼の錬金術師 FULLMETAL ALCHEMIST』第3期オープニングテーマ[3][4]（第27話 - 第38話）
  - 第一興商「DAM★うたフル」CMソング[5]
  - 楽曲のテーマは「ギャンブル」。これは『鋼の錬金術師』のテーマである「等価交換」から着想を得たもの[6][7]。
  - この曲から打ち込みと英語を解禁した[8][9][6]。
  - 2人曰く「歌詞がスキマスイッチの楽曲の中で一番長い曲」[10]。
  - 大橋は「「カラオケで歌っても歌詞が足りないか余る」とよく言われる」と明かしている[6]。
2. ためいき [4:28]
  - インディーズ時代の楽曲のリメイク。
3. Bアングル [2:51]
  - ケータイドラマサイトDORAMO内ドラマ『8ミリメートル』挿入歌。
4. ゴールデンタイムラバー (backing track) [5:39]

## 初回特典DVD
1. 「ゴールデンタイムラバー」ビデオクリップ
2. ゴールデンタイムサマー〜夏フェスとぼくらの自由研究〜

## 7inchアナログ盤
- 2009年にリリースした12thシングル「ゴールデンタイムラバー」のアナログ盤。
- 自身が立ち上げたアナログ専門レーベル「KU-KAN RECORDS」からの第五弾リリース作品[11]。
- 完全限定盤。
- 33回転仕様。
- 「ふれて未来を / 雨は止まない」、「さいごのひ / 電話キ」との同時リリース。
- 2020年2月～9月にリリースされた全25タイトルの「特典引換券」を集めて送ることで7インチ収納BOXがプレゼントされる。

### 収録曲
全作詞・作曲：スキマスイッチ

#### SIDE A
1. ゴールデンタイムラバー

#### SIDE B
1. ためいき

## ライブ映像作品
| 曲名                   | 発売年 | 作品名                                                                                             |
| ---------------------- | ------ | -------------------------------------------------------------------------------------------------- |
| ゴールデンタイムラバー | 2010年 | Augusta Camp 2009〜Extra〜                                                                         |
| ゴールデンタイムラバー | 2010年 | スキマスイッチ TOUR 2010 "LAGRANGIAN POINT"THE MOVIE                                               |
| ゴールデンタイムラバー | 2010年 | Augusta Camp 2010〜Live and Documentary〜                                                          |
| ゴールデンタイムラバー | 2014年 | スキマスイッチ 10th Anniversary Arena Tour 2013 “POPMAN'S WORLD”THE MOVIE                          |
| ゴールデンタイムラバー | 2014年 | スキマスイッチ 10th Anniversary “Symphonic Sound of SukimaSwitch” THE MOVIE                        |
| ゴールデンタイムラバー | 2015年 | スキマスイッチ TOUR 2015 “SUKIMASWITCH”-SPECIAL-THE MOVIE                                          |
| ゴールデンタイムラバー | 2015年 | sukimaswitch official fan club DELUXE FAN CLUB EVENT TOUR 「V.I.P. Vol.3」                         |
| ゴールデンタイムラバー | 2019年 | SUKIMASWITCH TOUR 2018 "ALGOrhythm" THE MOVIE                                                      |
| ゴールデンタイムラバー | 2020年 | Streaming LIVE "a la carte 2020" 〜実際にやってみた!〜 THE MOVIE                                   |
| ゴールデンタイムラバー | 2022年 | Animelo Summer Live 2021 -COLORS- 8.27                                                             |
| ゴールデンタイムラバー | 2023年 | 「スキマスイッチ “Live Full Course 2022” 〜 20年分のライブヒストリー 〜」（2022.12.22 日本武道館） |
| ゴールデンタイムラバー | 2023年 | DELUXE FAN CLUB EVENT TOUR V.I.P. Vol.4                                                            |
| ゴールデンタイムラバー | 2024年 | スキマスイッチ 20th Anniversary "POPMAN'S WORLD 2023 Premium" THE MOVIE 〜HOBO KANZENBAN〜         |
| ゴールデンタイムラバー | 2025年 | スキマフェス                                                                                       |
| ためいき               | 2010年 | スキマスイッチ TOUR 2010 "LAGRANGIAN POINT"THE MOVIE                                               |
| Bアングル              | 2010年 | スキマスイッチ TOUR 2010 "LAGRANGIAN POINT"THE MOVIE                                               |

## 収録アルバム
| 曲名                   | 発売年 | 作品名                                                            | 分類         |
| ---------------------- | ------ | ----------------------------------------------------------------- | ------------ |
| ゴールデンタイムラバー | 2009年 | ナユタとフカシギ                                                  | オリジナル   |
| ゴールデンタイムラバー | 2010年 | スキマスイッチ TOUR 2010 "LAGRANGIAN POINT"                       | ライブ       |
| ゴールデンタイムラバー | 2013年 | POPMAN'S WORLD〜All Time Best 2003-2013〜                         | ベスト       |
| ゴールデンタイムラバー | 2014年 | スキマスイッチ 10th Anniversary Arena Tour 2013 “POPMAN'S WORLD”  | ライブ       |
| ゴールデンタイムラバー | 2014年 | スキマスイッチ 10th Anniversary “Symphonic Sound of SukimaSwitch” | ライブ       |
| ゴールデンタイムラバー | 2015年 | スキマスイッチ TOUR 2015 “SUKIMASWITCH”SPECIAL                    | ライブ       |
| ゴールデンタイムラバー | 2017年 | re:Action                                                         | コンセプト   |
| ゴールデンタイムラバー | 2018年 | SUKIMASWITCH TOUR 2018 "ALGOrhythm"                               | ライブ       |
| ゴールデンタイムラバー | 2020年 | スキマノハナタバ 〜Smile Song Selection〜                         | コンセプト   |
| ゴールデンタイムラバー | 2021年 | SUKIMASWITCH Anime Songs                                          | プレイリスト |
| ゴールデンタイムラバー | 2024年 | スキマスイッチ 20th Anniversary "POPMAN'S WORLD 2023 Premium"     | ライブ       |
| ためいき               | 2010年 | スキマスイッチ TOUR 2010 "LAGRANGIAN POINT"                       | ライブ       |
| ためいき               | 2016年 | POPMAN'S ANOTHER WORLD                                            | ベスト       |
| Bアングル              | 2010年 | スキマスイッチ TOUR 2010 "LAGRANGIAN POINT"                       | ライブ       |
| Bアングル              | 2016年 | POPMAN'S ANOTHER WORLD                                            | ベスト       |

## カバー
ゴールデンタイムラバー
- 風神RIZING！ - 『ARGONAVIS Cover Collection -Mix-』（2021年11月17日発売）に収録。
- 星街すいせい - トリビュート・アルバム『みんなのスキマスイッチ』（2024年5月29日発売）に収録[12]。